# Gary Marx
Gary Marx (eigentlich Mark Frederick Pearman) ist ein englischer Gitarrist und Komponist.
Gary Marx war Ende der 1970er Jahre Sänger und Komponist der Band Naked Voices aus Leeds. Die Band spielte einige Konzerte in und um Leeds und nahm ein Demo-Tape auf. Nach dem Ende dieser Band lernte er in Leeds Andrew Eldritch kennen und gründete mit ihm 1980 die Rockband The Sisters of Mercy.
Marx’ Gitarrenspiel prägte die Frühphase der Sisters. Nachdem 1984 Wayne Hussey als zweiter Gitarrist den ausgestiegenen Ben Gunn bei den Sisters ersetzte, kam es zu Auseinandersetzungen über die Richtung, in die sich der Bandsound entwickeln sollte. Gary Marx komponierte die Hälfte des 1985er Sisters-Albums First and Last and Always.
Entnervt verließ Marx 1985 die Sisters und gründete mit der Sängerin Anne-Marie Hurst die Band Ghost Dance. Ghost Dance lösten sich 1990 auf. Nach Ende dieser Band war er zunächst einige Zeit in der lokalen Musikszene in Leeds aktiv.
Gary Marx arbeitete während der 1990er Jahre als Lehrer am Liverpool Institute for Performing Arts, bevor er 2004 begann, Soloalben in Eigenregie zu veröffentlichen.